# Кошка, Самойло
Само́йло Ко́шка (укр. Самі́йло Кі́шка (Кушка, Кошка) (1530 (?) — 1602 (1620)) — гетман реестровых казаков в 1600—1602 годах.

## Биография
Родился в 1530 году в Каневе в семье брацлавского шляхтича герба Долэнга.
Согласно легенде, двадцать пять лет провёл в плену у турок прикованным к вёслам на галерах. После побега из плена возглавил казаков, был кошевым атаманом, затем гетманом. В 1602 году убит во время войны со шведами.
Будучи избран гетманом, Самойло добился от польского короля Сигизмунда III Вазы отмены баниции (закона о признании казаков вне закона), что привело к восстановлению казачества как общественного сословия. В 1600 году возглавлял запорожцев в казацко-польском походе в Крымское ханство. В 1601—1602 годах Кошка во главе 4-тысячного казацкого отряда участвовал в польско-шведской войне в Ливонии. В 1601 году его отрядами был захвачен Витебск, множество горожан убито и ограблено.
О дальнейшей деятельности Кошки и обстоятельства смерти достоверных данных нет. Одни исследователи считают, что Кошка погиб 28 февраля 1602 года во время той же войны в бою под Феллином (возле города Полтсамаау в Ливонии) и был перевезён и похоронен в Каневе. Новым гетманом вместо Самойло Кошки казаки избрали Гавриило Крутневича.
По другой версии, приведённой в летописи Самуила Величко, гетман Кошка ещё принимал участие в Цецорской битве 1620 года, умер в 1620 году и похоронен в Каневе, чему свидетельством служит его гроб, находящийся в этом городе. Но следует учитывать, что в последнем случае Кошке должно было быть около 90 лет.